# Guatitas
Guatita es el nombre genérico en Ecuador de los platos cuyo ingrediente principal son trozos de estómago de res. En Chile es llamado guatitas.
La guatita, antiguamente llamado treintaiüno es un plato costeño muy popular en la gastronomía ecuatoriana especialmente en Guayaquil, lleva pedazos de mondongo, papa cocinados, mezclados con maní y especias. En Quito este estofado lo elaboran marinando la carne en maní.

## Descripción
La receta básica de la guatita ecuatoriana incluye el mondongo que ha sido muy lavado y limpiado con limón, esta previamente hierve hasta suavizarse, pero se obtiene buen resultado usando olla de presión, luego se guisa en un refrito de cebollas, pimiento y tomates, aliños, etc. al cual se le agregan patatas peladas, agua y pasta o mantequilla de maní o cacahuate, finalmente cilantro o hierbita. Lo anterior es la receta básica sin embargo algunas recetas agregan leche, arvejas y alguna otra hierba, también achiote para darle color. Se suele servir con arroz caliente y con aguacates. El plato es típico tanto en la costa y la sierra del Ecuador y es muy calórico.
A menudo la gente se refiere a este plato como de gusto adquirido, es decir que se debe conocer previamente su sabor, así como de cualquier otra preparación a base de mondongo. Es de sabor fuerte debido a la preparación a veces se sirve por esta razón en pequeñas cantidades. La elaboración suele hacerse de tal forma que el mondongo (o librillo) se limpia varias veces en una salmuera con zumo de limón, tras ello se cuece durante mucho tiempo hasta que se ablande la carne y posteriormente se deja enfriar se pica finamente tras la cocción en agua.

## Historia
En España se preparaba por el siglo XVI un plato de callos, compuesto por trozos cocinados de panza de res o de carnero, que se popularizó a fines del siglo XIX. Los europeos lo trajeron a Ecuador; en los años 20  del siglo pasado ya se consumía en Guayaquil el mondongo o panza de borrego, que se ofrecía en comedores y que se lo preparaba con trocitos cocinados en sangre de res. En 1942 el plato ya era popular.

## Variantes
Uno de los alimentos populares de Guayaquil es el conocido Guatallarín que consiste en la mezcla de tallarín de carne y guatita. Este plato popular nació en el centro de la ciudad en los años 70, muy apetecido por trabajadores.
La bandera es un plato que mezcla diferentes preparados populares de la gastronomía guayaquileña, cuyo contenido depende del gusto de los comensales, principalmente compuesto por guatita, encebollado, ceviche, cazuela entre otros, acompañado con arroz, todo en un solo recipiente. Su nombre nace debido a su combinación colorida.

## Platos relacionados
- Argentina: Mondongo rioplatense
- Colombia: Mondongo
- El Salvador: Sopa de pata
- Cuba: Pata y panza
- Ecuador: Guatita, caldo de mondongo
- España: Callos
- México: Pancita, mondongo
- Panamá: Mondongo a la culona
- Paraguay: Seco de mondongo
- Perú: Cau cau, picante de mondongo, patasca
- Chile: Chupe de guatitas, guatitas a la jardinera
- Puerto Rico: Mondongo
- Venezuela: Mondongo